# Hans Rådström
Hans Vilhelm Rådström, född 26 mars 1919, död 5 november 1970, var en svensk matematiker. Från 1969 var han professor i tillämpad matematik vid Linköpings universitet.
Hans forskningsområden var komplex analys, kontinuerliga grupper, konvexa mängder, flervärd analys och spelteori. Bland hans doktorander märks Per Enflo och Martin Ribe(de).

## Biografi
Hans Rådström var son till författaren och redaktören Karl Johan Rådström och bror till författaren och journalisten Pär Rådström. Han studerade matematik och blev 1946 filosofie licentiat och 1952 filosofie doktor vid Stockholms högskola med Torsten Carleman och Fritz Carlson som handledare. Hans tidiga arbeten behandlade teorin om funktioner av en komplex variabel, särskilt komplex dynamik. 1952 utsågs han till docent vid Stockholms högskola. Mellan 1954 och 1964 var han laborator vid Kungliga Tekniska Högskolan i Stockholm. Åren 1957–1958 var han gästprofessor vid University of Minnesota. År 1964 blev han laborator vid Stockholms universitet, där han blev kvar till 1969, då han fick lärostolen i matematik vid Linköpings universitet.
År 1952 blev han medredaktör för den populärmatematiska tidningen Nordisk Matematisk Tidskrift. Han redigerade också den svenska utgåvan Rolig matematik av The Scientific American Book of Mathematical Puzzles and Diversions, skriven av Martin Gardner som en matematikbok för förströelse och underhållning.

## Flervärda funktioner

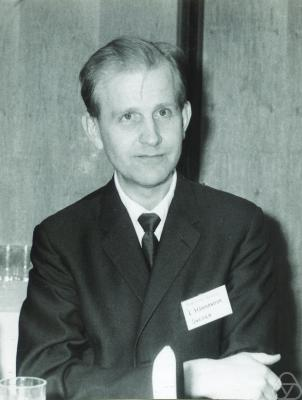
Lars Hörmander (bild) bevisade korrektheten hos en variant av Rådströms inbäddningsteorem med hjälp av stödfunktioner.

Rådström var intresserad av Hilberts femte problem angående karakterisering av Liegrupper. Detta problem gavs under 1950-talet en lösning av Andrew Gleason(en) som använde konstruktioner av delmängder av topologiska vektorrum istället för singulära punkter, och inspirerade Rådströms forskning om flervärda funktioner.
Han vistades vid Institute for Advanced Study (IAS) i Princeton 1948–1950, där han i samarbete med andra organiserade ett seminarium om konvexitet. Tillsammans med Olof Hanner förbättrade han Werner Fenchels(en) version av Carathéodorys lemma.
På 1950-talet uppnådde han betydelsefulla framsteg angående konvexa mängder. Han bevisade Rådströms inbäddningsteorem, vilket innebär att mängden av alla icke-tomma kompakta konvexa delmängder av ett normerat reellt vektorrum (utrustat med Hausdorffavståndet) kan inbäddas isometriskt som en konvex kon i ett normerat reellt vektorrum. Under inbäddningen avbildas de icke-kompakta konvexa mängderna på punkter i värdemängden. I Rådströms konstruktion är denna inbäddning additiv och positivt homogen. Rådströms tillvägagångssätt använde idéer från teorin om topologiska semigrupper. Senare visade Lars Hörmander en variant av denna sats för lokalt konvexa topologiska vektorrum med hjälp av stödfunktionen (av konvex analys ), där intervallet för inbäddning i Hörmanders tillvägagångssätt var ett Banach-gitter L1, och inbäddningen var isoton.
Rådström karakteriserade generatorer av kontinuerliga semigrupper av uppsättningar som kompakta konvexa uppsättningar.

## Doktorander
Bland Rådströms doktorander märks Per Enflo och Martin Ribe, vilka båda skrev doktorsavhandlingar inom funktionalanalys. Enflos resultat berörde områden med lokal konvexitet, särskilt Banachrum, i enhetliga och Lipschitz-kategorier av topologiska vektorrum.
Rådström avled 1970 av en hjärtattack. Enflo övertog 1970–1971 handledarskapet för en av Rådströms Linköpingsdoktorander, Lars-Erik Andersson, och medverkade i hans avhandling On connected subgroups of Banach spaces, om Hilberts femte problem för Banachrum, som lades fram 1972. Den svenske funktionsanalytikern Edgar Asplund, som senare blev professor i matematik vid Århus universitet i Danmark, biträdde Ribe som handledare för hans avhandling 1972. Ribes resultat gällde topologiska vektorrum utan att anta lokal konvexitet. Ribe konstruerade ett motexempel på naiva utvidgningar av Hahn-Banachs sats till topologiska vektorrum som saknar lokal konvexitet.